# Symphonie no 1 de Farrenc
Pour les articles homonymes, voir Symphonie no 1.
La Symphonie no 1 en ut mineur, op. 32, est une œuvre de Louise Farrenc, la première de ses trois symphonies.

## Histoire
C'est âgée de trente-sept ans que Louise Farrenc compose sa première symphonie, en 1841,.
La partition est créée quatre ans plus tard, le 23 février 1845 à Bruxelles, sous la direction de François-Joseph Fétis,.
Une première audition parisienne de l'ouvrage est donnée le 27 avril 1845 à la salle du Conservatoire, sous la direction de Théophile Tilmant.

## Instrumentation
Elle est écrite pour orchestre symphonique :
| Instrumentation de la 1re symphonie de Louise Farrenc                |
| Bois                                                                 |
| 2 flûtes, 2 hautbois, 2 clarinettes, 2 bassons                       |
| Cuivres                                                              |
| 2 cors, 2 trompettes                                                 |
| Percussions                                                          |
| 2 timbales                                                           |
| Cordes                                                               |
| premiers violons, seconds violons, altos, violoncelles, contrebasses |

## Structure
La Symphonie, d'une durée moyenne d'exécution de trente-trois minutes environ, est composée de quatre mouvements :
1. Andante sostenuto — Allegro : la « sombre introduction » de la symphonie, Andante sostenuto, s'enchaîne « à un Allegro d'une grande puissance dramatique[4] » ;
2. Adagio cantabile : mouvement dans lequel « s'étire un chant large et noble, souligné çà et là par les pulsations de basse[4] » ;
3. Minuetto. Moderato : le menuet de la symphonie « oppose la scansion accentuée de son rythme nerveux aux contours linéaires du trio relevé de séduisantes couleurs instrumentales[8] » ;
4. Allegro assai : à 
, qui conclut « avec une impétuosité presque déchaînée » l’œuvre[9].

## Réception
On peut lire dans le journal la Belgique musicale du 27 février 1845 : « Il résulte pour nous de l'audition de la symphonie de Madame Farrenc que, par exception à ce qui s'était vu jusqu'à ce jour, il peut être donné à une femme de marcher avec succès dans l'épineuse et sérieuse voie des Haydn, des Mozart et des Beethoven... L’œuvre de Madame Farrenc dénote du caractère, de la hardiesse et de la chaleur, et les masses instrumentales y sont mises en mouvement avec une entente remarquable des effets ».
La musicologue Adélaïde de Place la rapproche de l'esthétique mendelssohnienne.

## Discographie
- Louise Farrenc : Symphonies 1 & 3, par l'Orchestre philharmonique de la NDR sous la direction de Johannes Goritzki, CPO 999 603-2, 1998.
- Louise Farrenc : Les 3 Symphonies, par l'Orchestre de Bretagne sous la direction de Stefan Sanderling, Disques Pierre Verany PV700030, 2001.
- Louise Farrenc : Symphony No. 1, Overtures Nos. 1-2, Grand Variations on a theme by Count Gallenberg, par les Solistes Européens, Luxembourg, Christoph König (dir.), Naxos 8.574094, 2020[11],[12].
- Louise Farrenc : Symphonies 1 & 3, par Insula orchestra, Laurence Equilbey (dir.), Erato 0190296698521, 2021[13].

### Monographies
- Catherine Legras, Louise Farrenc, compositrice du XIXe siècle : Musique au féminin, Paris/Budapest/Torino, L'Harmattan, coll. « Univers musical », 2003, 225 p. (ISBN 2-7475-5021-4).